# Bernie Marsden
Bernie Marsden, właśc. Bernard John Marsden (ur. 7 maja 1951 w Buckingham, zm. 24 sierpnia 2023) – brytyjski gitarzysta, wokalista i kompozytor, członek grup Skinny Cat, Juicy Lucy (1971–1972), UFO (1972–1973), Wild Turkey (1973–1974), Cozy Powell's Hammer (1974–75), Babe Ruth (1975–76), Paice, Ashton & Lord (1976–77) i Whitesnake (1978–82). W latach 80. prowadził także własne zespoły – Bernie Marsden Band (1982), Bernie Marsden’s SOS (1982), Alaska (1983–86) i MGM (1986–1987). W latach 90., obok współpracy z Mickym Moodym (Moody Marsden Band), Bernard Marsden występował z własnymi zespołami – Borderline, Green & Blues Allstars, Bernie Marsden Allstar Band i Bernie Marsden Band.
Pierwsze solowe nagrania zaprezentował na przełomie 1979 i 1980 r. Okres jego największej popularności, jako kompozytora i gitarzysty, przypadł na lata 1978–1982, kiedy wraz z Davidem Coverdale’em tworzył repertuar grupy Whitesnake (Marsden jest m.in. kompozytorem dwóch wielkich przebojów grupy – „Here I Go Again” i „Crying in the Rain”).

## Dyskografia

### z Babe Ruth
- 1975 Stealin' Home
- 1976 Kid's Stuff

### z Paice Ashton Lord
- 1977 Malice in Wonderland
- 1993 BBC Radio 1 Live in Concert
- 2007 Live in London (DVD)

### z Whitesnake
- 1978 Snakebite (EP/LP)
- 1978 Trouble
- 1979 Lovehunter
- 1980 Ready an' Willing
- 1980 Live... in the Heart of the City
- 1981 Come an’ Get It
- 1982 Saints & Sinners
- 2004 The Early Years

### z Alaska
- 1984 Heart of the Storm
- 1985 Pack
- 2002 Live Baked Alaska
- 2003 Anthology 1

### z The Snakes i Company Of Snakes
- 1998 Once Bitten (Japonia)
- 1998 Live in Europe
- 2001 Here They Go Again Live
- 2002 Burst the Bubble

### z M3
- 2003 Classic Snake Live (CD)
- 2005 Rough & Ready (CD)
- 2007 Rough & Ready (DVD)

### solowa oraz z Mickym Moodym
- 1979 And About Time, Too!
- 1980 Look at Me Now
- 1992 The Friday Rock Show Sessions '81
- 1992 Never Turn Your Back on the Blues (płyta koncertowa, z Mickym Moodym)
- 1994 Live In Hell – Unplugged (płyta koncertowa, z Mickym Moodym)
- 1994 The Time Is Right For Live (dwie powyższe płyty wydane jako podwójny album)
- 1994 Real Faith (z Mickym Moodym)
- 1995 Blues & Green (reedycja: 2001)
- 2000 The Night The Guitars Came To Play (z Mickym Moodym)
- 2001 Ozone Friendly (z Mickym Moodym)
- 2005 Stacks
- 2006 Blues 'N' Scales: a Snakeman's Odyssey 1970-2004 (kompilacja)
- Radioland – CD Sampler of the Live Show (nieopublikowany oficjalnie)

### gościnne nagrania
- 1973 You & Me (Chick Churchill)
- 1979 Over the Top (Cozy Powell)
- 1981 Tilt (Cozy Powell)
- 1982 Before I Forget (Jon Lord)
- 1991 Forcefield IV: Let the Wild Run Free (Forcefield)
- 1992 First of the Big Band – BBC Radio 1 Live in Concert '74 (Tony Ashton & Jon Lord)
- 1994 Tellin' Stories (Walter Trout Band)
- 1994 Line Up (Borderline)
- 1998 Still Crazy – Soundtrack
- 2000 Snakebites – The Music Of Whitesnake (Tribute)
- 2002 Blues for Harlem (Larry Johnson)
- 2002 I Eat Them for Breakfast (Micky Moody)
- 2006 Jumble Queen (Bridget Saint John)
- 2006 Live at Abbey Road 2000 (CD/DVD, Tony Ashton & Friends)
- 2007 Booze, Brawds and Rockin’ Hard (Chris Catena)
- 2007 Human Spirit (Gary Fletcher)